# Марко Сімоне
Марко Сімоне (італ. Marco Simone, * 7 січня 1969, Кастелланца) — італійський футболіст, фланговий півзахисник, нападник. По завершенні ігрової кар'єри — футбольний тренер.
Як гравець насамперед відомий виступами за клуб «Мілан», а також національну збірну Італії.
Чотириразовий чемпіон Італії. Триразовий володар Суперкубка Італії з футболу. Володар Кубка Франції. Дворазовий володар Кубка французької ліги. Дворазовий володар Суперкубка Франції. Чемпіон Франції. Дворазовий переможець Ліги чемпіонів УЄФА. Триразовий володар Суперкубка УЄФА. Дворазовий володар Міжконтинентального кубка.

## Клубна кар'єра

Сімоне у формі «Комо»

Вихованець юнацьких команд футбольних клубів «Леньяно» та «Комо».
У дорослому футболі дебютував 1986 року виступами за команду «Комо», в якій провів один сезон, взявши участь лише у 2 матчах чемпіонату. 1987 року був відправлений в оренду до нижчолігової команди «Вірескіт Боккалеоне», в якій отримав постійну ігрову практику. Повернувшись 1988 року до «Комо», також отримав постійне місце в основному складі команди.
Своєю грою за «Комо» молодий футболіст привернув увагу представників тренерського штабу клубу «Мілан», до складу якого приєднався 1989 року. Відіграв за «россонері» наступні вісім сезонів своєї ігрової кар'єри. Більшість часу, проведеного у складі «Мілана», був основним гравцем команди. За цей час виборов чотири титули чемпіона Італії, ставав володарем Суперкубка Італії з футболу (тричі), переможцем Ліги чемпіонів УЄФА (двічі), володарем Суперкубка УЄФА (тричі), володарем Міжконтинентального кубка (двічі).
1997 року послугами італійського нападника зацікавився французький «Парі Сен-Жермен» і гравець перебрався до Парижа. Провівши у «ПСЖ» два сезони, Сімоне перейшов до іншої команди французької Ліги 1, «Монако». Частину сезону 2001–02 провів в оренді у майже рідному для себе «Мілані», в якому, втім, знов заграти на високому рівні не зміг.
Повернувшись з оренди до «Монако», віковий гравець також дуже рідко виходив на поле і 2004 уклав контракт зі ще однією французькою командою, «Ніццею». Тут 35-річний італієць також здебільшого перебував на лавці запасних і врешті-решт вирішив завершити кар'єру гравця.
За п'ять повноцінних сезонів, проведених у Франції, додав до переліку своїх трофеїв титули володаря Кубка Франції та Суперкубка Франції (двічі), ставав у складі «Монако» чемпіоном країни.
У сезоні 2005–06 на деякий час повертався до виступів на футбольному полі, відігравши 11 ігор Серії C2 за команду «Леньяно», після чого остаточно закінчив професійні футбольні виступи.

## Виступи за збірні
Протягом 1988—1990 років залучався до складу молодіжної збірної Італії. На молодіжному рівні зіграв у 16 офіційних матчах, забив 7 голів.
1992 року дебютував в офіційних матчах у складі національної збірної Італії. Протягом кар'єри у національній команді, яка тривала 5 років, провів у формі головної команди країни лише 4 матчі.

## Кар'єра тренера
По завершенні виступів на футбольному полі залишився у структурі футбольного клубу «Леньяно», був призначений його директором.
З 2009 року відновив співробітництво з французьким клубом «Монако», в якому свого часу провів значну частину кар'єри гравця. Спочатку був консультантом та скаутом клубу, а у вересні 2011 року очолив його команду як головний тренер. Пропрацював до кінця сезону 2011/12.
2013 обійняв посаду технічного директора швейцарської «Лозанни», а через рік очолив тренерський штаб цієї команди. 2015 року повернувся до Франції, де спочатку працював головним тренером «Тура», а протягом 2016–2017 років працював з «Лавалєм».
Частину 2017 року працював у Тунісі з командою клубу «Клуб Африкен».
| Дата       | Місто             | Господарі            | Результат | Гості   | Турнір            | Голи | Примітки |
| ---------- | ----------------- | -------------------- | --------- | ------- | ----------------- | ---- | -------- |
| 19/12/1992 | Валетта           | Мальта               | 1 – 2     | Італія  | Відбір до ЧС 1994 | -    | 59'      |
| 11/11/1995 | Барі              | Італія               | 3 – 1     | Україна | Відбір до ЧЄ 1996 | -    | 65'      |
| 15/11/1995 | Реджо-нель-Емілія | Італія               | 4 – 0     | Литва   | Відбір до ЧЄ 1996 | -    |          |
| 06/11/1996 | Сараєво           | Боснія і Герцеговина | 2 – 1     | Італія  | товариський матч  | -    | 46'      |
| Усього     |                   | Матчів               | 4         |         | Голів             | 0    |          |

## Титули і досягнення
- Чемпіон Італії (4):

«Мілан»:  1991–92, 1992–93, 1993–94, 1995–96
- Володар Суперкубка Італії з футболу (3):

«Мілан»: 1992, 1993, 1994
- Володар Кубка Франції (1):

«Парі Сен-Жермен»: 1997–98
- Володар Кубка французької ліги (2):

«Парі Сен-Жермен»: 1997–98
«Монако»: 2002–03
- Володар Суперкубка Франції (2):

«Парі Сен-Жермен»: 1998
«Монако»: 2000
- Чемпіон Франції (1):

«Монако»: 1999–00
- Переможець Ліги чемпіонів УЄФА (2):

«Мілан»: 1989–90, 1993–94
- Володар Суперкубка Європи (3):

«Мілан»: 1989, 1990, 1994
- Володар Міжконтинентального кубка (2):

«Мілан»: 1989, 1990